# Frédéric Zeitoun
Pour les articles homonymes, voir Zeitoun.
 (juillet 2019).
Si vous disposez d'ouvrages ou d'articles de référence ou si vous connaissez des sites web de qualité traitant du thème abordé ici, merci de compléter l'article en donnant les références utiles à sa vérifiabilité et en les liant à la section « Notes et références ».
Frédéric Zeitoun, né le 2 juillet 1961 à Tunis, est un parolier, chanteur et chroniqueur musical français. Il intervient dans l'émission de France 2 Télématin.
Il se définit comme un passionné de chansons qui a prêté, au fil du temps et des rencontres, sa plume à de nombreux artistes.
Depuis 2010, il se produit sur scène pour interpréter ses propres chansons.

## Biographie
Frédéric Zeitoun est né le 2 juillet 1961 à Tunis, en Tunisie. Frédéric Zeitoun immigre à l'âge de huit jours avec son père à Paris pour être opéré, mais reste paraplégique à vie. Sa mère et ses deux sœurs, restées en Tunisie, les rejoignent six mois plus tard.
Dès l’adolescence, il commence à écrire des chansons. Il s’inscrit en faculté de droit et obtient un troisième cycle en droit d’auteur et de la communication audiovisuelle.
Il est surveillant au lycée polyvalent de Villepinte. 
En 1983, les éditions Chappell et Gérard Davoust produisent son premier 45 tours intitulé Ces matins.
Il travaille ensuite pendant quelque quinze ans comme concepteur-rédacteur en publicité pour Europe 1, tout en continuant à écrire pour les autres (Richard Dewitte, Enrico Macias, Carlos, Michelle Torr notamment)
En 1994, il rencontre Jacques Martin avec qui il travaille durant quatre ans comme auteur et comme parodiste.
En 1997, il publie son deuxième livre, Toutes les chansons ont une histoire, qui le mène notamment en 1998 à devenir chroniqueur dans Télématin, sur France 2, pour la rubrique musicale, puis pour C'est au programme avec Sophie Davant.
Durant toutes ces années, il continue à écrire des chansons pour entre autres Hugues Aufray, Charles Dumont, Lorie, Frédéric François, Smaïn, Lena Ka et Audrey Sara ainsi que quelques parodies avec Laurent Gerra.
Frédéric Zeitoun joue en 2012 sur scène Toutes les chansons ont une histoire, spectacle coécrit avec Quentin Lamotta. Après les premières représentations au Trianon, le spectacle continue au théâtre du Ranelagh, au Palace puis au Sentier des Halles pour une dernière à l'Olympia en décembre 2012.
En 2011, il signe aux éditions Raoul Breton pour la promotion de ses œuvres et écrit notamment pour le nouvel album d'Antoine et d'Annie Cordy. En avril 2013 sort le deuxième album de Zaz, lequel contient Le Retour du soleil, dont Frédéric Zeitoun signe le texte.
Après sa première expérience sur scène, il écrit avec son ami François d'Épenoux L'Histoire enchantée du petit juif à roulettes. Composé de chansons dont il signe toutes les paroles, le spectacle traite avec humour et tendresse du handicap sous forme de comédie musicale. Les musiques sont signées Fredéric Zeitoun, Charles Aznavour, Ivan Callot, Marc Fichel, Nathalie Miravette, Chico et les Gypsies et Georges Augier de Moussac. Mis en scène par Alain Sachs (assisté de Corinne Jahier), il est monté au théâtre de la Gaîté Montparnasse en septembre 2013. Le spectacle reçoit un excellent accueil de la presse[réf. incomplète] et Frédéric Zeitoun est régulièrement invité sur les plateaux de télévision, non en qualité de chroniqueur, mais en qualité d'artiste, notamment par Charles Aznavour sur Vivement Dimanche et Élise Lucet au Journal de 13 heures.
En septembre 2013, il endosse le rôle d'Augustin Layrac, un professeur d'histoire-géographie handicapé, dans la série télévisée Plus belle la vie sur France 3.
À l'automne 2014, il signe quatre textes sur l'album Suis-moi de Louis Bertignac.
À partir du 11 octobre 2014, il reprend pour la deuxième saison L'histoire enchantée du petit juif à roulettes au théâtre du Petit Hébertot et poursuit jusqu'au printemps 2015 avant de commencer sa tournée, qui passe notamment par le festival d'Avignon à l'été 2015.
En décembre 2014 et 2015, il fait partie des célébrités de France Télévisions qui participent aux spéciales Noël de l'émission Slam sur France 3 et continue son activité sur France 2 le matin.
Frédéric Zeitoun est membre de l'Académie Alphonse-Allais depuis 2016.
En janvier 2016, il fait à l'Olympia, la première partie du spectacle d'Enrico Macias.
De septembre 2016 à janvier 2017, il reprend pour une dernière série parisienne son spectacle au Grand Point Virgule avant de partir en tournée.
Il a écrit avec son complice François d'Épenoux, le spectacle « En chanteur », qu'il joue accompagné par Bruno Bongarçon, depuis le 24 septembre à l'Alhambra à Paris et jusqu'au 25 mars 2018. Le spectacle est repris pour une deuxième saison dès le 23 septembre 2018.
Sortie le 5 avril 2019 chez Roy Music d'un album de duos Duos en Solitaire avec de belles voix de la chanson française : Charles Aznavour, Oldelaf, Sanseverino, Philippe Lavil, Doc Gynéco, Lynda Lemay, Marie-Paule Belle, Yves Duteil, Michel Fugain, Enrico Macias, Manu Dibango.
En octobre 2020, il écrit et chante en duo avec Gilles Dreu le titre Au revoir et merci sur l'album Le comptoir des amis. Il continue à prêter sa plume pour des collaborations avec Daniel Lévi, Ensemble[Qui ?], Georges Chelon, Charlotte Valandrey, Mister Mat, etc.
En janvier 2021 il écrit tous les textes de l'album La Liberté d'aimer de Frédéric François.
Le 28 mai 2021 sort son album J'aimerais chez Roy Music.
En octobre 2022, il publie Fauteuil d’artiste aux éditions de l’Archipel.
Le 5 décembre 2022, il est en concert au Casino de Paris suivi en juillet 2023 d’un passage aux Francofolies de La Rochelle.
Le 13 octobre 2023 sort l’album le Puzzle de nos vies et un premier recueil de textes de chansons Puzzle de ma vie aux éditions de l’Avant-Scène.
Le 17 décembre 2023, il est en concert au Trianon à Paris.

## Œuvres

## Discographie

### Albums studio
- 2016 - Le petit juif à roulettes
- 2019 - Duos en solitaire
- 2021 - J'aimerais
- 2023 - Le puzzle de nos vies
- 2025 - Les souvenirs de demain

### Singles
- 1983 - Ces matins / Le Bonheur à fleur du mal
- 1991 - Les années d'elle / P'tites chansons
- 1993 - French Jewish Blues / Comme dans les films de Claude Lelouch